# Mouzieys-Panens

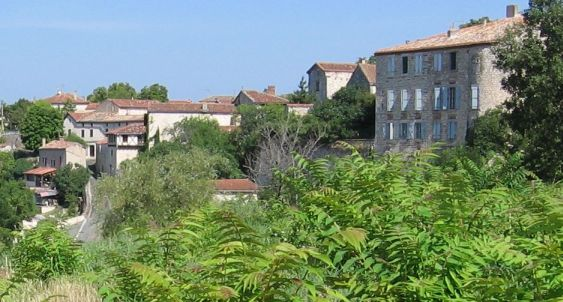
Mouzieys-Panens

Mouzieys-Panens – miejscowość i gmina we Francji, w regionie Oksytania, w departamencie Tarn.
Według danych na rok 1990 gminę zamieszkiwało 209 osób, a gęstość zaludnienia wynosiła 16 osób/km² (wśród 3020 gmin regionu Midi-Pyrénées Mouzieys-Panens plasuje się na 854. miejscu pod względem liczby ludności, natomiast pod względem powierzchni na miejscu 884.).